# Leopaard CS10
Le Leopaard CS10 est un crossover compact produit par Changfeng Motor du groupe GAC sous la marque Leopaard . 

## Aperçu

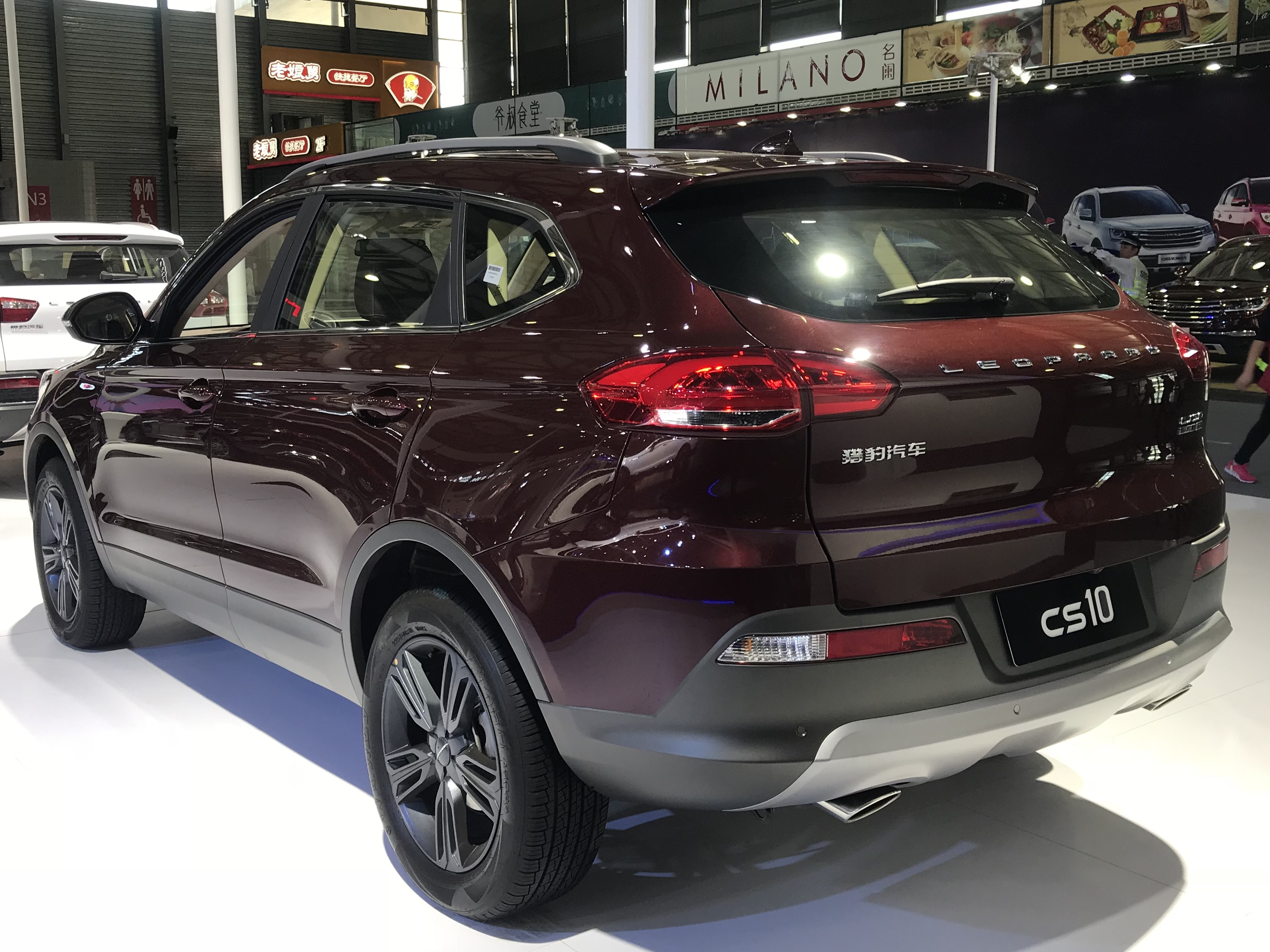
Léopaard CS10, vue arrière

Le crossover compact Leopaard CS10 a fait ses débuts en tant que concept-car lors du Salon de l'auto de Pékin 2014, sous le nom de Q5 Concept, avec sa version définitive présentée lors du Salon de l'automobile de Shanghai 2015  avec des prix allant de 89 800 à 146 800 yuans.
Le Leopaard CS10 est propulsé par un moteur 4 cylindres en ligne turbo de 1,5 litre d'une puissance de 150 ch avec une boîte de vitesses manuelle 5 vitesses ou une boîte CVT ou un moteur 4 cylindres en ligne turbo de 2,0 litres de 177 ch avec une boîte de vitesses à double embrayage de 6 rapports. 
Le Leopaard CS10 est doté d'une suspension de type McPherson à l'avant et d'une suspension arrière indépendante multibras . 

## Ventes
Leopaard a vendu 84604 CS10 en 2017, 27954 en 2018 et seulement 6266 en 2019.